# Caledon (Ontario)
Caledon ist eine Kleinstadt in der Provinz Ontario mit 66.502 Einwohnern und befindet sich in der Greater Toronto Area, Kanada. Caledon umfasst eine weitläufige ländliche Gegend und wird von der Hügelkette der Oak Ridges-Moräne durchzogen. Die Stadt entstand durch eine Eingemeindung mehrerer Kleinstädte und Dörfer in der Region. Dabei beinhaltet die nächstgrößere und benachbarte Stadt Bolton den Gemeindeverwaltungsitz und dient auch als Hauptgeschäftsregion. 

## Infrastruktur

### Öffentliche Einrichtungen
Für die öffentliche Sicherheit ist die Ontario Provincial Police zuständig. Mehrere Feuerwachen sowie Rettungswachen verteilen sich auf die Stadt.

## Verkehr
GO Transit betreibt zwei Busrouten in der Stadt. 
Die Stadt ist durch mehrere Highways und Landstraßen verbunden dazu gehören die Airport Road / Peel Regional Road 7, Ontario Highway 10, Ontario Highway 24, Ontario Highway 50, Ontario Highway 136 und Ontario Highway 410. 

## Persönlichkeiten

### Söhne und Töchter der Stadt
- Peter Holland (* 1991), Eishockeyspieler
- Taylor Raddysh (* 1998), Eishockeyspieler
- Shailyn Pierre-Dixon (* 2003), Filmschauspielerin

### Persönlichkeiten mit Bezug zur Stadt
- Kyle Quincey (* 1985), Eishockeyspieler
- Skye Sweetnam (* 1988), Sängerin